# XTE J1739-285
XTE J1739-285是一個位於蛇夫座的中子星，距離地球約39,000光年。於1999年由 NASA 的罗西X射线计时探测器首次觀測到。

## 自轉速度
曾經有聲明指出 XTE J1739-285 是已知自轉速度最快的天體，達到每秒1122次自轉（約相當於67320 RPM）。但之後由其他天文學家重新分析觀測資料都無法得到相同的分析結果。